# Ludwik Poraziński
Ludwik Cezary d’Anglas Poraziński (ur. 21 czerwca 1885, zm. ?) – major lekarz Wojska Polskiego.

## Życiorys
Ludwik Cezary d'Anglas Poraziński urodził się 21 czerwca 1885. Został lekarzem z tytułem doktora.
Po zakończeniu I wojny światowej, jako były oficer armii rosyjskiej został przyjęty do Wojska Polskiego i zatwierdzony do stopnia kapitana lekarza. Został awansowany na stopień majora lekarza ze starszeństwem z dniem 1 czerwca 1919. W 1923, jako oficer nadetatowy 9 batalionu sanitarnego z Siedlec, służył w Szpitalu Rejonowym w tym mieście. W 1924, jako oficer nadetatowy 7 batalionu sanitarnego z Poznania, służył w Zakładzie Leczniczo-Protezowym dla Inwalidów w tym mieście. W 1928 był lekarzem w 18 pułku piechoty w Skierniewicach. W 1934 jako major przeniesiony w stan spoczynku, był w kadrze zapasowej Szpitala Okręgowego Nr 1 i pozostawał wówczas w ewidencji Powiatowej Komendy Uzupełnień Warszawa Miasto III.

## Ordery i odznaczenia
- Krzyż Kawalerski Orderu Leopolda – Królestwo Belgii (przed 1923)[5]
- Krzyż Oficerski Orderu Gwiazdy Czarnej – III Republika Francuska / kolonialny Beninu (zezwolenie w 1933)[1][9]
- Medal Honorowy I klasy – III Republika Francuska (zezwolenie w 1933)[1][10]
- Medal Międzyaliancki – III Republika Francuska (zezwolenie w 1933)